# Pavel Brunclík

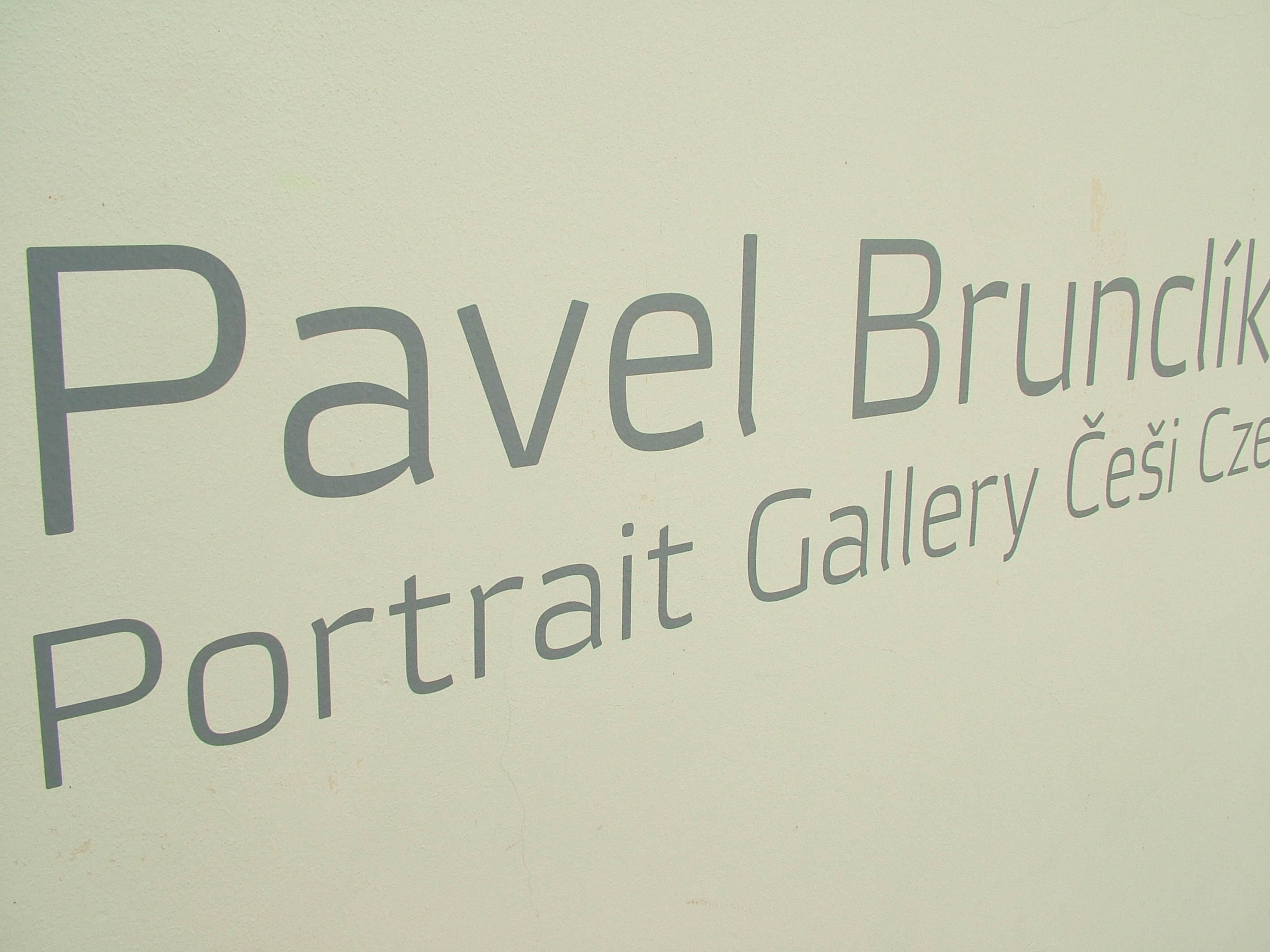
Pavel Brunclík, výstava Češi, Museum Kampa, 2011

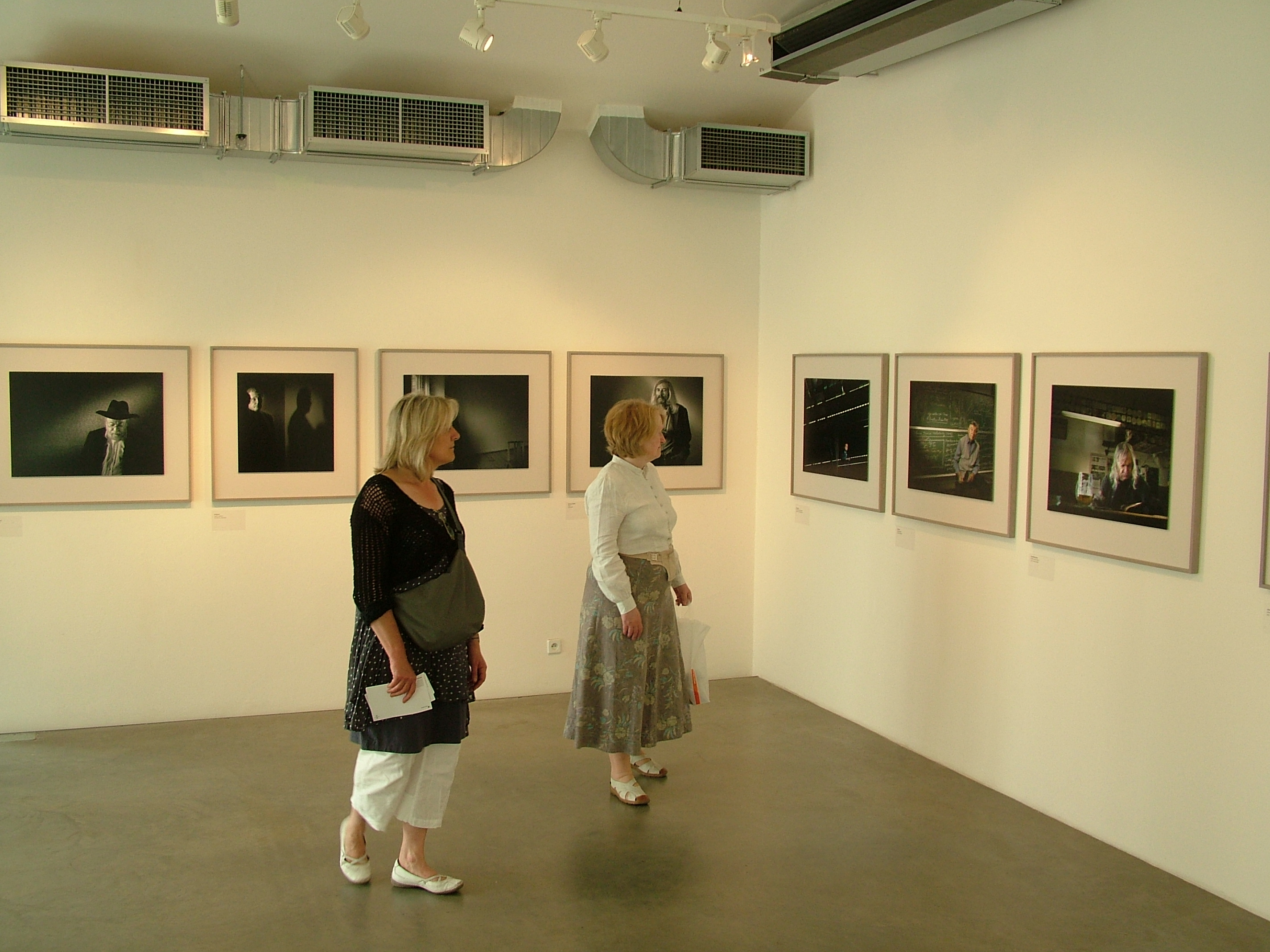
Pavel Brunclík, výstava Češi, Museum Kampa, 2011

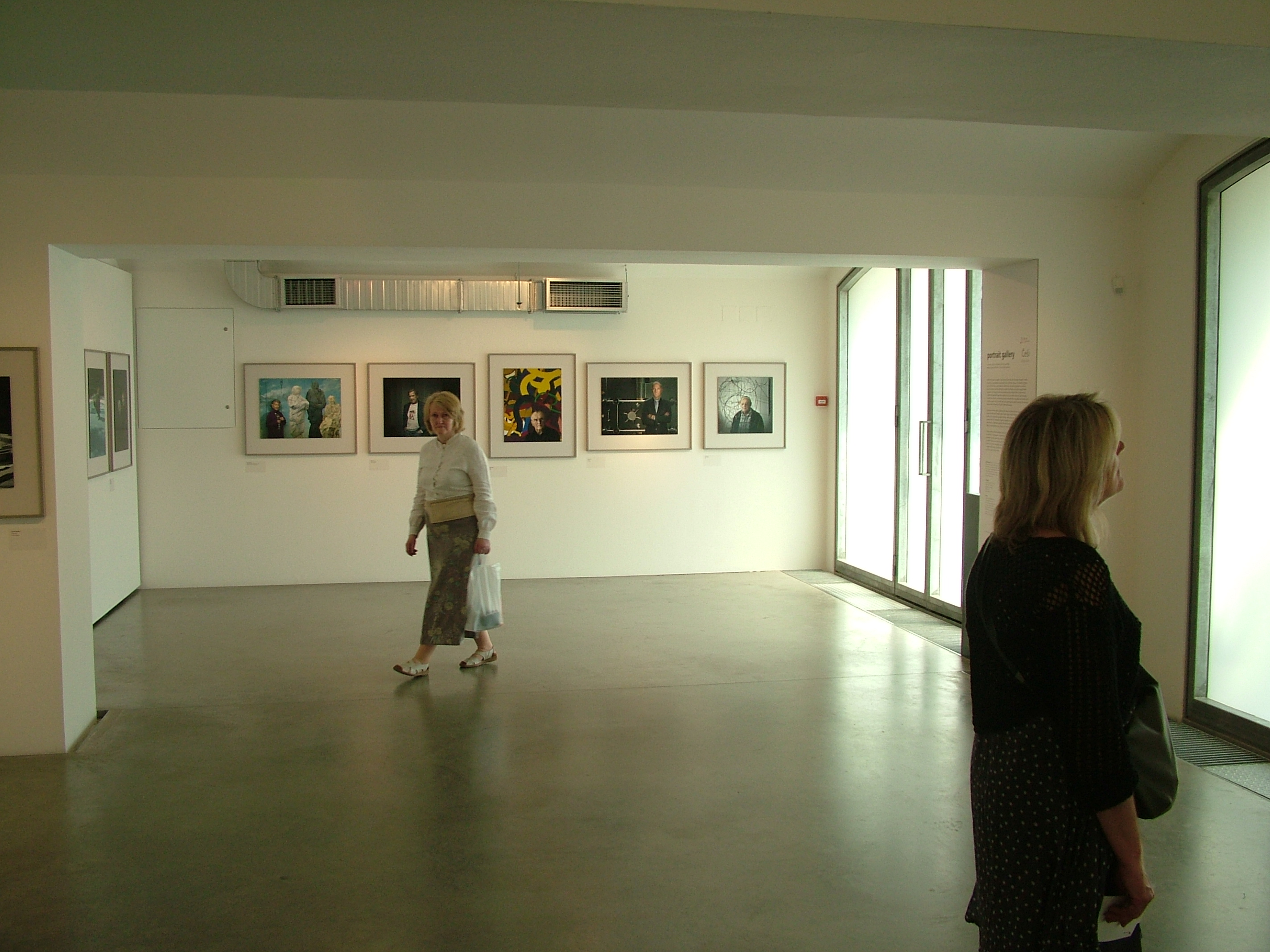
Pavel Brunclík, výstava Češi, Museum Kampa, 2011

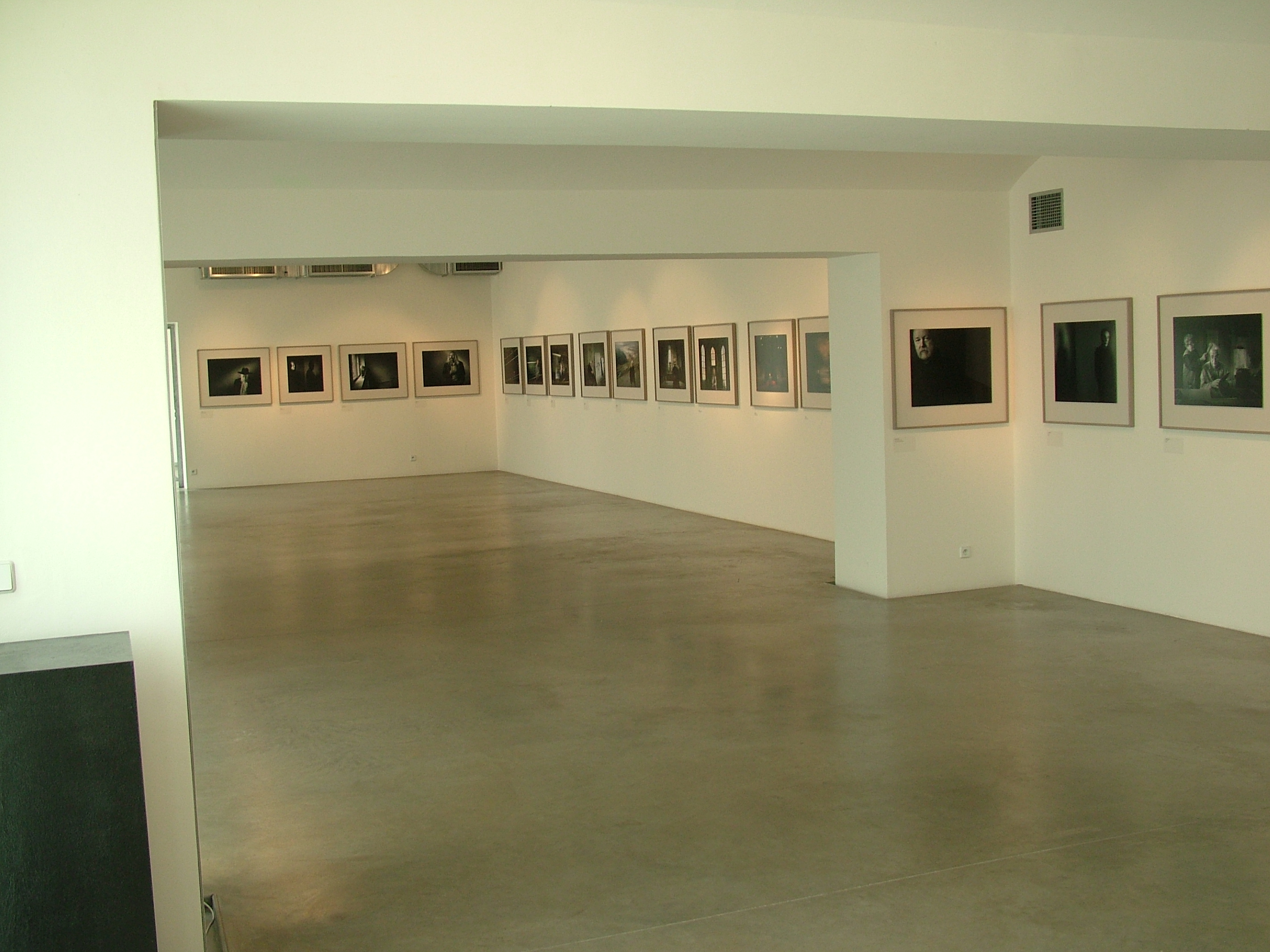
Pavel Brunclík, výstava Češi, Museum Kampa, 2011

Pavel Brunclík (* 27. října 1950, Znojmo) je český fotograf, známý v Česku i v cizině. V jeho širokém repertoáru se prolíná komerční reklamní fotografie s fotografií architektury, aktu a krajiny.

## Život
Pavel Brunclík se narodil 27. října 1950 ve Znojmě, kde v roce 1969 maturoval. V roce 1974 absolvoval v Praze Matematicko-fyzikální fakultu Univerzity Karlovy. V letech 1974–1980 ve studiích pokračoval, ovšem zcela změnil jejich zaměření. Přešel na režii a scenáristiku na katedře dokumentární tvorby FAMU. Poté tamtéž ukončil ještě jeden rok mimořádného studia na katedře fotografie.
Externě spolupracoval s ČST a v letech 1980–1981 působil jako režisér Čs. armádního filmu.
Od roku 1981 se věnuje čistě fotografii. Téma, jímž se v této době aktivně umělecky zaobíral, byla fotografie aktu. Vedle osobní tvorby se ovšem věnoval i tvorbě komerční. Spolu s výtvarnými fotografy Karlem Benešem a Romanem Kelbichem založili v roce 1994 v Praze-Kunraticích Studio ASA, ve své době největší fotografické studio v České republice. Od té doby začal samostatně podnikat. Na poli reklamní fotografie se mu daří, spolupracuje s předními reklamními agenturami a má řadu velkých mezinárodních klientů. Domácí půda mu nestačí, jeho zakázky často směřují za hranice republiky.
V roce 1998 své podnikání na čas přerušil. Unavený prostředím konzumu a komerce a čelící osobní krizi, odjel do světa, hledat končiny s ještě nenarušenou přírodou. Úplně nalehko, pouze s reportážními Nikony, začal systematicky mapovat západní pobřeží USA, Jižní Ameriku, Chile, Peru, Bolívii, Velikonoční ostrov, Réunion a Seychely. Soustředil se na detail, strukturu a přirozené barvy, které krajina nabízí. Majestát přírody ho naprosto uchvátil. Následovaly cesty na další území, jako Madagaskar, Havaj, Island, Nový Zéland, Čína nebo Austrálie.
Po více než dvou letech se cítil naplněn. Vrací se do světa reklamy. Příroda zůstává jeho koníčkem, vyjíždí za ní jednou až dvakrát ročně, nabrat energii.
V letech 2005–2007 se opět vrátil k fotografii aktu, tématu, které ho fascinovalo již od studií. Společně se sólisty Národního Divadla nasnímal velký fotografický soubor věnovaný estetice lidského těla.
V roce 2011 se uskutečnila v Museum Kampa výstava Češi, ke stejnému cyklu byla vydána také fotografická kniha. Autor portrétoval české osobnosti, které patří k duchovní špičce národa z různých oblastí umění, vědy a politiky – vědce, spisovatele, dramatiky, herce nebo lékaře. Kompozici pečlivě připravoval, někdy však využil i náhodu. K dané osobnosti doplňuje jí blízké a vhodné prostředí, které osobnost ještě výrazněji přiblíží.

## Styl tvorby
Je jedním z těch, kteří fotografují to, co vidí, tak, jak to vidí. Přirozenost je podstatou jeho práce. Používá rád běžnou fotografickou techniku, přirozené světlo nezkreslené pomocnými filtry a výsledné fotografie nikterak neupravuje – a to ani ořezem. Je to silný smysl pro detail, kontrast barev a dramatickou kompozici, které dodávají jeho snímkům silnou vnitřní tenzi a vtahují tak diváka do záběru.

## Dílo
1. Významné kulturní realizace
  - Fotostěna pro Čs. kulturní a informační středisko v Sofii (1982)
  - Závěsné monumentální obrazy Krásy vlasti pro Čs. kulturní a informační středisko v Hanoji (1986)
  - Velkoplošné fotografie pro výstavu RVHP v Mexiku (1984)
2. Audiovizuální programy
  - Palac v Kielcach (Národní muzeum Kielce, 1985)
  - 30 let archeologického výzkumu v Mikulčicích (Národní muzeum Praha, 1984)
  - Stroje pro 20. století a Pragoinvest (BVV Brno, 1985)
  - Země živitelka (České Budějovice, 1984)
  - Muzeum H. Sienkiewicze (Kielce, 1988)
3. Obrazové publikace
  - Znojemsko (ONV Znojmo, 1985)
  - České malířství a sochařství 20. století (Alšova jihočeská galerie, 1982)
  - Česká kresba 20. století (Alšova jihočeská galerie, 1984)
  - Zátiší (Alšova jihočeská galerie, 1988)
  - L. Sputnar, Kultura českého středověku (Odeon, 1986)
  - J. Pilař, Dvojí křídla (Odeon, 1988)
  - M. Holub, Sagitální řez (Odeon, 1989)
4. Komerční fotografie
  - Pro reklamní agentury: EURO RSCG, Ogilvy&Mather, DMB&B, Lintas, Dorlano, McCann-Erickson
  - Čeští klienti: Coca-Cola, Microsoft, Shell, Opavia, IBM, Mazda, Figaro, Johnson & Johnson, Pleas, Otavan
  - Zahraniční klienti: rakouská banka Girocredit, Casinos Austria, Economos a.g., rakouská banka Sparkasse, Treibacher Chemische Werke, Autraco Holding
  - Portfolio: plakáty, kalendáře, pohlednice, soubory, prospekty, účelové publikace, výroční zprávy, ucelené reklamní kampaně, interiérová výzdoba, audiovizuální programy
5. Výstavy fotografií
  - Přes 20 samostatných výstav: České Budějovice 1984, Sokolovo 1985, Znojmo 1985, Fotochema Praha 1988, galerie Fronta 1995, "Zpět ke kořenům" Praha 1999, "Zpět ke kořenům" Litva 1999, "Země" Praha 1998 a 2000, "Země" Znojmo 2001, "Země" Paříž 2001, "Kde je Madagaskar" Praha 2002, "Vodní říše" Hamburg 2002, "Země" Hamburg 2003, "Kde je Madagaskar" Hamburg 2003, "Země" Brusel 2003, "Země" Praha 2004, "Země" Moskva 2004, "Země" Brusel 2006, "Geometrie nahoty" Paříž 2007, "Geometrie nahoty" Praha 2007, "Češi" Praha 2011, "Diverse" Praha 2012, "Paralely" Praha 2018
  - Účastník kolektivních výstav v Polsku, Rakousku, Francii, Německu, Itálii
6. Vydané monografie
  - Cizí ženy (Mladá fronta, 1995)
  - Země (Triáda, 2000)
  - Geometrie nahoty (Pistorius & Olšanská, 2007)

Zvláštní ocenění/novinové ohlasy
- Cena čs. literárního fondu – za scénář a režii školních filmů, 1978
- Krása hledáčku – M. Ptáčková, Mladá Fronta, 5. prosince 1984
- Orbis Pictus aneb svět objektivem P. B. – Znojemsko, 3. dubna 1985